# The Middle
The Middle (bra: The Middle: Uma Família Perdida no Meio do Nada; prt: No Meio do Nada) é uma série de televisão norte-americana de comédia que estreou na ABC em 30 de setembro de 2009. Depois de apenas 2 episódios, foi renovada para uma temporada completa de 22 episódios e teve o contrato renovado a 12 de janeiro de 2010, para uma nova temporada.
Em 2 de agosto de 2017, foi anunciado que a série acabaria na nona temporada, após o pedido dos criadores. Em 22 de maio de 2018, foi exibido o último episódio.
No Brasil, a série estreou em 2010 pelo canal a cabo Warner Channel, que não exibe mais a série. Em outubro de 2012, começou a ser exibida pelo SBT, nas madrugadas de sábado para o domingo, até ser substituída pelo jornal SBT Notícias, em 2016. Atualmente, a série é exibida logo após as novelas da tarde, apenas no sinal do SBT SAT 2, para ajudar as suas emissoras filiais e afiliadas na exibição de conteúdo local, no horário das 19h20.

## Sinopse
A série conta com Francis "Frankie" Heck (Patricia Heaton), mulher de meia-idade e de classe média,  e o seu marido Mike (Neil Flynn), que residem na pequena cidade fictícia de Orson, Indiana. Eles são pais de três filhos,  Axl (Charlie McDermott), Sue (Eden Sher),e  Brick (Atticus Shaffer).
A série é narrada por Frankie, que inicialmente era uma vendedora de baixo desempenho em uma concessionária de carros usados e mais tarde uma assistente dentária. Seu marido, Mike, administra uma pedreira local e serve como um estabilizador da família. Frankie muitas vezes queixa-se sobre a falta de amor na família. As crianças são muito diferentes umas das outras: o filho mais velho, Axl, um adolescente popular, mas pouco motivado e cínico, é bom em desporto, mas não na escola; a filha Sue é uma adolescente entusiasmada, mas mal-sucedida e socialmente desajeitada; e o filho mais novo, Brick, é um leitor compulsivo inteligente, mas introvertido e com traços comportamentais estranhos. A família Heck é mostrada muito frequentemente em frente a televisão; já os jantares da família são constituídos basicamente por congelados e fast-food.

## Elenco e Personagens

### Personagens Principais
- Patricia Heaton interpreta Frances "Frankie" Heck, que é casada e possui três filhos. Frankie é a personagem principal e também a narradora do programa. Esposa e mãe devotada, ela vê a família como a coisa mais importante que possui na vida. A frase "you do for family" ("Você faz pela família") guia sua rotina diária, apesar das frustrações que ela tem com os três filhos e as tias idosas (Edie e Ginny), que sempre dependem dela. Ela trabalha como vendedora de carros na Ehlert Motors até à quarta temporada, quando é despedida. Em vez de continuar à procura dos trabalhos habituais, decide estudar e começa a trabalhar como assistente de dentista em um consultório odontológico. No final da primeira temporada, descobrimos que Frankie frequentou a faculdade, mas nunca concluiu o seu curso.[8]
- Neil Flynn interpreta Michael "Mike" Heck, marido de Frankie. Conhecido pela sua honestidade e comportamento antiquado. Mike trabalha numa pedreira como gerente e, apesar do comportamento incomum em relação à família e ao trabalho, ele é um marido devotado que sempre está presente quando Frankie precisa de sua ajuda. Do que foi mostrado na série até agora, sabemos que Mike corria atrás de Frankie quando eram jovens e que ela não gostava dele e até mentia a respeito do próprio nome para tentar enganá-lo. Apesar de uma breve interrupção no namoro, eles estão juntos desde o primeiro encontro.[9]
- Charlie McDermott interpreta Axl Heck, adolescente desportista, filho de Frankie e Mike, que não liga para usar nada além de cuecas samba-canção quando está em casa. Ele representa o estereótipo do irmão mais velho: sarcástico, preguiçoso e malvado para com os irmãos. Contudo, ele, às vezes, até parece se importar com a família e, além disso, Axl também possui um bom coração. Ele é um desafio para Frankie, que deseja que ele fosse mais próximo a ela, já que aparentemente ele era o "filhinho da mamãe" quando criança, algo que Frankie quer ter de volta.[10]
- Eden Sher interpreta Sue Sue Heck, a adolescente que é um fracasso social, filha do meio de Frankie e Mike. Ela parece falhar em tudo o que tenta, mas o otimismo e determinação que possui a fazem continuar tentando.[11] Sue é tanto o primeiro nome quanto o nome do meio dela, já que o nome dela foi escrito acidentalmente duas vezes na certidão de nascimento.
- Atticus Shaffer interpreta Brick Heck, filho mais novo, que é um garoto estranho que gosta de ler e tem o hábito de sussurrar para si mesmo. Ele é excepcionalmente inteligente, mas muito disperso e se distrai facilmente, o que o leva a ignorar - ou simplesmente esquecer - os trabalhos de casa e tarefas escolares.[12]

### Personagens Recorrentes
- Brian Doyle Murray interpreta Don Ehlert, dono da revendedora de carros onde o trabalho Frankie e Bob. Ehlert é um grosseirão, misógino e desprezível. Frankie e Bob constantemente se preocupam que ele ira demiti-los.
- Chris Kattan interpreta Bob Weaver, o melhor amigo de Frankie no trabalho, que se sai ligeiramente melhor do que ela nas vendas de automóveis. Ele é frequentemente descrito como uma pessoa solitária. Ele tem uma maneira não tão sutil de tentar ajudar Frankie, o que tende a ir sempre ao caminho errado.[13] (Personagem recorrente até a 3ª temporada, aparece como convidado na 4ª e na 5ª).
- Jeanette Miller interpreta Tia Edie  e Frances Bay, Tia Gina são as tias-avós de Frakie que são fumantes. Tia Edie costumava trabalhar na pedreira de Mike como o contadora, enquanto a tia Gina, que era cadeirante ficava do lado de fora da pedreira. Elas têm um Basset Hound doente chamado Doris. Na Terceira Temporada, a atriz que interpretava a Tia Gina, Frances Bay, morreu, o que causou a morte da sua personagem na série.
- Jen Ray interpreta Nancy Donahue, e Beau Wirick, Sean Donahue (filho de Nancy e melhor amigo de Axl), os Donahue são vizinhos dos Heck, é considerada a família "perfeita" da vizinhança e o oposto dos Hecks, e constantemente invejada por Frankie.
- Brock Ciarlelli interpreta Brad Bottig, o namorado de Sue durante a 1ª temporada, que segue sendo o melhor amigo dela durante as temporadas seguintes, Brad tem um jeito meio afeminado, que somente Sue não nota, apesar de desconfiarem que ele seja gay, Frankie e Mike preferem não dizer isso à filha.
- Blaine Saunders interpreta Carly, melhor amiga de Sue Heck na escola. Em um episódio da 9ª temporada, Carly participa da festa de Ano Novo da Hecks, onde é revelado que ela teve um bebê (e está implícito que ela é uma mãe solteira).
- John Gammon interpreta Darrin,outro melhor amigo de Axl. A partir da terceira temporada passa a ser namorado de Sue.
- Brooke Shields interpreta Rita Glossner, vizinha grosseira e problemática dos Hecks. Ela é mãe solteira de quatro meninos indisciplinados que infernizam os vizinhos.
- Marsha Mason interpreta Pat Spence, a mãe de Frankie. Sua última aparição foi no episódio da 9ª temporada, "The Setup".
- Jerry Van Dyke interpreta Tag Spence, o pai de Frankie. Sua última aparição foi no episódio episódio 21 ("Two of a Kind"), da 6ª temporada.
- Molly Shannon interpreta Janet, a irmã de Frankie.
- John Cullum interpreta Michael "Big Mike" Heck Sr., o pai de Mike. Viúvo, recluso e de poucas palavras, ele parece ser um pai não amoroso e indiferente, mas isso ocorre porque ele não quer ser um "incômodo" para os seus filhos. Também é retratado como um acumulador.
- Norman Gene Macdonald interpreta Orville "Rusty" Heck, o irmão de Mike. Costuma inventar desculpas para não assumir responsabilidades ou fazer qualquer coisa que o Mike peça.
- Paul Hipp interpreta Reverendo Timothy "Tim-Tom" Thomas, jovem pastor profundamente admirado por Sue e que é conhecido por compor músicas sobre qualquer assunto.
- Moisés Arias interpreta Matt, um garoto da equipe de luta livre da Orson High que gosta da Sue; ele se torna o primeiro namorado de verdade de Sue, mas eventualmente termina o relacionamento depois de se mudar e se apaixonar por outra garota.
- Katlin Mastandrea interpreta Ashley "Weird Ashley", é a colega de classe "estranha" de Axl, que vira seu encontro acidental no baile de formatura em duas ocasiões. Ela também faz parte da equipe de wrestlerette da Sue.
- Galadriel Stineman interpreta Cassidy Finch, a namorada de Axl em seu último ano do ensino médio. Conheceu Axl quando ele estava tentando aumentar suas notas e precisava de um tutor.
- Gia Mantegna interpreta Devin Levin, namorada do Axl entre a 6ª e a 7ª temporada.
- Casey Burke interpreta Cynthia Violet "Cindy" Hornberger, colega de classe e namorada de Brick entre a 6ª e a 9º temporada. Sua primeira aparição é para devolver um sapato que o Brick perdeu em um baile da escola, no estilo "Cinderela" ao contrário. Embora ela seja mais alta que Brick, ela é tão esquisita quanto ele. Ela sempre usa um chapéu de safári, sua expressão facial não mostra emoção e ela é muito breve e direta em sua comunicação. Ela declarou em vários episódios que sua comida favorita é camarão. Os pais esquisitos de Cindy são apresentados no episódio "Crushed" da 7ª temporada, quando pedem aos Hecks um empréstimo.
- Jack McBrayer interpreta Dr. Ted Goodwin, é o dentista que contrata Frankie como sua assistente na 4ª temporada.[14]
- Greer Grammer interpreta April, namorada de Axl durante a 7ª e 8ª temporadas. April é bonita e doce, mas não muito inteligente. Frankie não gosta dela e isso causa um distanciamento entre ela e o Axl. Para desafiar Frankie, Axl se casa com April no cartório. Depois que seus pais descobrem, o casamento é anulado.
- Daniela Bobadilla interpreta Lexie Brooks, companheira de dormitório e melhor amiga de Sue na faculdade a partir da 7.ª temporada. Ela vira namorada do Axl. No futuro (como mostrado no último episódio) ela e Axl se casam e têm três meninos que se comportam de maneira semelhante a ele quando adolescente e um quarto filho a caminho.

## Dublagem Brasileira (Wan Macher)
| Ator               | Personagem | Dublador        |
| ------------------ | ---------- | --------------- |
| Patricia Heaton    | Frankie    | Priscila Amorim |
| Neil Flynn         | Mike       | Mauro Ramos     |
| Charlie McDermott  | Axl        | Erick Bougleux  |
| Eden Sher          | Sue        | Hannah Buttel   |
| Atticus Shaffer    | Brick      | Matheus Perissé |
| Chris Kattan       | Bob        | Paulo Vignolo   |
| Brian Doyle-Murray | Don Ehlert | José Santa Cruz |

## Desenvolvimento e Produção
A série começou a ser desenvolvida para a temporada 2006-2007. Na época, chegou a ser produzido um episódio piloto estrelado por Ricki Lake no papel de Frankie mas a rede ABC não aprovou a produção da série. O projeto foi para a gaveta, sendo resgatado em 2009 com um novo elenco e mantendo apenas Atticus Schaffer como Brick.
A série foi criada por Eileen Heisler & Heline DeAnn e o episódio piloto foi dirigido por Julie Anne Robinson. Originalmente a série se passaria em Jasper, Indiana, mas acabou sendo alterada para fictícia Orson, a conselho dos advogados do canal. A série foi filmada no estúdio 31, da Warner Bros. Ranch, em Burbank.
Em 8 de outubro de 2009, após a exibição de dois episódios, o show foi renovado para um temporada inteira.

## Recepção
Em sua primeira temporada, The Middle teve recepção geralmente favorável por parte da crítica especializada. Com base de 25 avaliações profissionais, alcançou uma pontuação de 71% no Metacritic.
O USA Today , escreveu: "... Esta série tem um olhar bem-humorado, sincero e realista para a família de classe média e baixa da América." Os elogios foram consistentes na Entertainment Weekly, que observou durante a segunda temporada "... um show sólido, a saga de uma família lutando para manter a cabeça acima das agitadas águas econômicas do País..."

## Audiência
O episódio piloto teve uma audiência de 8.707 milhões de espectadores, mantendo esse mesmo número nas temporadas posteriores. O episódio "Halloween II" da terceira temporada foi o episódio mais assistido da série, visto por 10,16 milhões de espectadores.
| Temporada | Nº de Episódios | Dia/Hora de Exibição                                | Exibição Original (EUA)                     | Exibição no Brasil     | Média de Espectadores (em milhões) | Rank Final |
| --------- | --------------- | --------------------------------------------------- | ------------------------------------------- | ---------------------- | ---------------------------------- | ---------- |
| 1         | 24              | Quarta-feira 20:30                                  | 30 de setembro de 2009 - 19 de maio de 2010 | 14 de julho de 2010    | 6,90                               | #68        |
| 2         | 24              | Quarta-feira 20:00                                  | 22 de setembro de 2010 - 25 de maio de 2011 | 7 de fevereiro de 2011 | 8,11                               | #51        |
| 3         | 24              | Quarta-feira 20:00                                  | 21 de setembro de 2011 - 23 de maio de 2012 | 3 de novembro de 2011  | 8,08                               | #60        |
| 4         | 24              | Quarta-feira 20:00                                  | 26 de setembro de 2012 - 22 de maio de 2013 | 12 de junho de 2013    | 8,40                               | #45        |
| 5         | 24              | Quarta-feira 20:00                                  | 24 de setembro de 2013 - 21 de maio de 2014 | 24 de julho de 2014    | 8,24                               | #44        |
| 6         | 24              | Quarta-feira 20:00                                  | 24 de setembro de 2014 - 13 de maio de 2015 | 12 de março de 2015    | 8,68                               | #53        |
| 7         | 24              | Quarta-feira 20:00                                  | 23 de setembro de 2015 - 18 de maio de 2016 | 12 de maio de 2016     | 8,15                               | #53        |
| 8         | 23              | Terça-feira 20:00                                   | 11 de outubro de 2016 - 16 de maio de 2017  | 15 de julho de 2017    | 7,02                               | #53        |
| 9         | 24              | Terça-feira 20:00 (1-17) 20:30 (18-23) / 21:00 (24) | 3 de outubro de 2017 - 22 de maio de 2018   | 2 de junho de 2018     | 7.28                               | #55        |

## Lançamento em DVD
Nas Regiões 1 e 2 as temporadas de 1 à 4 foram lançadas oficialmente em DVD, a partir da quinta temporada foram lançada como MOD DVD-R pela Warner Archive Collection.
No Brasil foi lançado em DVD apenas as duas primeiras temporadas pela Warner Home Video.

## Spin-off
Um episódio piloto de um spin-off da série, centrado na personagem Sue Heck, foi produzido em 2019. No entanto, o canal ABC não aprovou, mas deixou o caminho livre para que a série seja comprada e desenvolvida por outras redes.

## Prêmios e Indicações
| Ano  | Prêmio                                     | Categoria                                           | Indicados                                                | Resultado |
| ---- | ------------------------------------------ | --------------------------------------------------- | -------------------------------------------------------- | --------- |
| 2010 | Young Artist Awards                        | Recurring Young Actress                             | Eden Sher                                                | Indicado  |
| 2010 | Young Artist Awards                        | Recurring Young Actor 14 and Over                   | Brock Ciarlelli                                          | Indicado  |
| 2010 | Humanitas Prize                            | 30 Minute Category                                  | Alex Reid (roteirista) por "The Block Party"             | Indicado  |
| 2011 | Gracie Award                               | Outstanding Comedy                                  | The Middle                                               | Venceu    |
| 2011 | 1st Critics' Choice Television Awards      | Best Comedy Series                                  | The Middle                                               | Indicado  |
| 2011 | 1st Critics' Choice Television Awards      | Best Actress in a Comedy Series                     | Patricia Heaton                                          | Indicado  |
| 2011 | 1st Critics' Choice Television Awards      | Best Supporting Actress in a Comedy Series          | Eden Sher                                                | Indicado  |
| 2011 | Young Artist Awards                        | Guest Starring Young Actor Ten and Under            | Parker Contreras                                         | Venceu    |
| 2011 | Young Artist Awards                        | Guest Starring Young Actor Ten and Under            | Mason Cook                                               | Indicado  |
| 2011 | Young Artist Awards                        | Recurring Young Actor                               | Brock Ciarlelli                                          | Venceu    |
| 2011 | Young Artist Awards                        | Guest Starring Young Actress 11–15                  | Kelly Heyer                                              | Indicado  |
| 2011 | Young Artist Awards                        | Recurring Young Actress 17–21                       | Blaine Saunders                                          | Indicado  |
| 2011 | Young Artist Awards                        | Outstanding Young Ensemble in a TV Series           | Eden Sher, Atticus Shaffer e Charlie McDermott           | Indicado  |
| 2012 | 2nd Critics' Choice Television Awards      | Best Comedy Supporting Actress                      | Eden Sher                                                | Indicado  |
| 2012 | PAAFTJ Television Awards                   | Best Comedy Series                                  | The Middle                                               | Indicado  |
| 2012 | PAAFTJ Television Awards                   | Best Lead Actress In A Comedy Series                | Patricia Heaton (Episódio: “Thanksgiving III”)           | Venceu    |
| 2012 | PAAFTJ Television Awards                   | Best Supporting Actress In A Comedy Series          | Eden Sher (Episódio: “The Test”)                         | Indicado  |
| 2012 | PAAFTJ Television Awards                   | Best Production Design In A Comedy Series           | Pelo episódio “The Map”                                  | Indicado  |
| 2012 | Young Artist Award                         | Recurring Young Actor 17–21                         | Brock Ciarlelli                                          | Venceu    |
| 2012 | Young Artist Award                         | Guest Starring Young Actress 17–21                  | Katlin Mastandrea                                        | Indicado  |
| 2012 | Young Artist Award                         | Guest Starring Young Actress Ten and Under          | Marlowe Peyton                                           | Indicado  |
| 2012 | Emmy Awards                                | Outstanding Makeup For A Single-Camera Series       | Pelo episódio "The Play"                                 | Indicado  |
| 2012 | Humanitas Prize                            | 30 Minute Category                                  | Eileen Heisler e DeAnn Heline (escritores) por "The Map" | Indicado  |
| 2012 | Online Film & Television Association Award | Best Guest Actress in a Comedy Series               | Whoopi Goldberg                                          | Indicado  |
| 2013 | Young Artist Award                         | Best Recurring Young Actor 17-21                    | Brock Ciarlelli                                          | Venceu    |
| 2013 | Young Artist Award                         | Best Recurring Young Actress 17-21                  | Katlin Mastandrea                                        | Indicado  |
| 2013 | 3rd Critics' Choice Television Awards      | Best Comedy Series                                  | The Middle                                               | Indicado  |
| 2013 | 3rd Critics' Choice Television Awards      | Best Supporting Actress in a Comedy Series          | Eden Sher                                                | Venceu    |
| 2013 | Teen Choice Awards                         | Choice TV Female Scene Stealer                      | Eden Sher                                                | Indicado  |
| 2013 | TV Guide Award                             | Favorite Comedy Series                              | The Middle                                               | Indicado  |
| 2013 | 2nd PAAFTJ Television Awards               | Best Comedy Series                                  | The Middle                                               | Indicado  |
| 2013 | 2nd PAAFTJ Television Awards               | Best Supporting Actor in a Comedy Series            | Charlie McDermott                                        | Indicado  |
| 2013 | 2nd PAAFTJ Television Awards               | Best Artistic/Visual Achievement in a Comedy Series | Episódio: "Hallelujah Hoedown"                           | Indicado  |
| 2013 | EWwy Awards                                | Best Actor in a Comedy Series                       | Neil Flynn                                               | Indicado  |
| 2014 | Young Artist Award                         | Best Recurring Young Actor 17–21                    | Brock Ciarlelli                                          | Indicado  |
| 2014 | Young Artist Award                         | Best Recurring Young Actress 17–21                  | Katlin Mastandrea                                        | Indicado  |
| 2014 | EWwy Awards                                | Best Supporting Actress in a Comedy Series          | Eden Sher                                                | Venceu    |
| 2014 | ASCAP Film and Television Music Awards     | Top TV Series                                       | Joey Newman                                              | Venceu    |
| 2014 | Humanitas Prize                            | 30 Minute Category                                  | Episódio: "Halloween IV: The Ghost Story"                | Indicado  |
| 2014 | TV Guide Award                             | Favorite Comedy Series                              | The Middle                                               | Indicado  |
| 2014 | Teen Choice Awards                         | Choice TV Scene Stealer: Female                     | Eden Sher                                                | Indicado  |
| 2015 | 5rd Critics' Choice Television Awards      | Best Supporting Actress in a Comedy Series          | Eden Sher                                                | Indicado  |
| 2015 | Young Artist Award                         | Best Recurring Young Actor 17–21                    | Brock Ciarlelli                                          | Venceu    |
| 2015 | Young Artist Award                         | Best Guest Starring Young Actress 14–16             | Ava Allan                                                | Indicado  |
| 2015 | Kids' Choice Awards                        | Favorite TV Actor                                   | Charlie McDermott                                        | Indicado  |
| 2015 | Online Film & Television Association Award | Best Guest Actor in a Comedy Series                 | Dick Van Dyke                                            | Indicado  |
| 2016 | 6rd Critics' Choice Television Awards      | Best Supporting Actress in a Comedy Series          | Eden Sher                                                | Indicado  |
| 2016 | 6rd Critics' Choice Television Awards      | Best Supporting Actor in a Comedy Series            | Neil Flynn                                               | Indicado  |
| 2016 | Humanitas Prize                            | 30 Minute Category                                  | Episódio: "The Graduate"                                 | Venceu    |
| 2016 | Young Entertainer Awards                   | Best Recurring Young Actress – Television Series    | Casey Burke                                              | Indicado  |
| 2016 | Young Entertainer Awards                   | Best Guest Starring Young Actor – Television Series | Matt Cornett                                             | Venceu    |
| 2017 | ASCAP Film and Television Music Awards     | Top TV Series                                       | Joey Newman                                              | Venceu    |
| 2018 | Young Entertainer Awards                   | Best Recurring Young Actress – Television Series    | Casey Burke                                              | Venceu    |
| 2018 | The Movieguide Awards                      | Faith and Freedom Award for TV                      | Episódio: "The 200º"                                     | Indicado  |
| 2019 | 9rd Critics' Choice Television Awards      | Best Comedy Series                                  | The Middle                                               | Indicado  |